# Station Ciardes-Tschars
Station Ciardes-Tschars is een spoorwegstation aan de Vintzgouwspoorlijn bij het dorp Tschars in de gemeente Kastelbell-Tschars (Italië-Zuid-Tirol).
De stationsnaam wordt volgens de regels van Trenitalia in het Italiaans aangegeven, gevolgd door het Duits als lokale taal.